# Zlatko Dalić
Zlatko Dalić (n. 26 octombrie 1966, Livno, Federația Bosniei și Herțegovinei, Bosnia și Herțegovina) este un fost fotbalist croat care a jucat ca mijlocaș defensiv. Este antrenorul Echipei naționale de fotbal a Croației.